# شابریس
شابریس (به فرانسوی: Chabris) یک کمون در فرانسه است که در اندر واقع شده‌است. شابریس ۴۱٫۲۲ کیلومتر مربع مساحت و ۲٬۷۸۷ نفر جمعیت دارد و ۸۰ متر بالاتر از سطح دریا واقع شده‌است.